# 이종석 (배우)
이종석(李鐘奭, 1989년 9월 14일~)은 대한민국의 배우로, 전직 모델 출신이다.     

## 생애

### 성장 및 학창 시절
본관은 용인이며, 1989년 9월 14일 경기도 수원시에서 2남 1녀 중 장남으로 태어났다. 경기도 용인시에서 성장하며 용마초등학교와 용동중학교를 다녔다. 조용하고 내성적인 성격이었으나 보이스카우트 활동을 하며 활발해졌다고 한다. 아버지의 권유로 7살 때부터 태권도를 시작하였고 현재 공인 4단 유단자이다. 중학교 2학년 때 교통사고로 십자인대가 끊어지는 부상을 당해 6개월간 재활을 했는데 그 기간에 집에서 TV를 보다가 배우의 꿈을 품게 되었다. 결국, 태권도를 그만두고 배우의 꿈을 이루기 위해 예술고등학교에 진학하고자 집과 여의도에 있는 연기 학원을 오가던 중 길거리 캐스팅이 되었고 연기를 시켜주겠다는 말에 기획사에 들어갔지만, 그곳이 모델 전문 기획사여서 배우가 아닌 모델 활동을 먼저 시작하게 되었다.

### 데뷔 및 배우로서의 활동

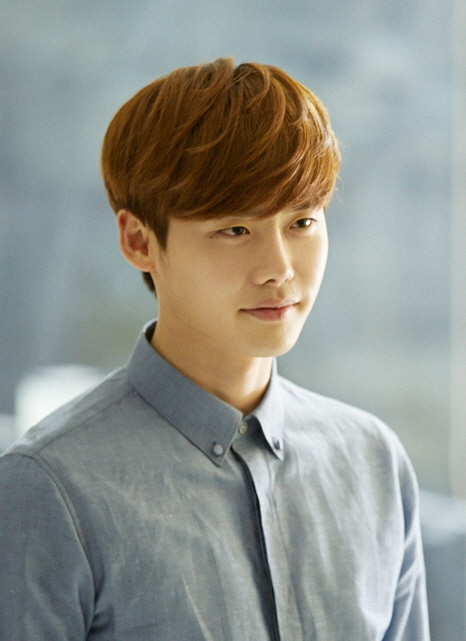
2015년 이종석.

2010년 방송국에 인사를 하러 갔다가 진혁 PD의 눈에 띄어 SBS 드라마 《검사 프린세스》에 출연하게 되었고 이 작품을 통해 브라운관에 정식 데뷔하며 본격적으로 배우 활동을 시작하게 되었다. 같은 해 SBS 드라마 《시크릿 가든》에서 천재 작곡가 썬 (한태선) 역으로 출연해 대중에게 이름을 알리기 시작했다.
배우 활동을 하면서 틈틈이 시험을 준비해 2011년 건국대학교 예술학부 영화전공 정시에 합격하여 늦깎이 대학생으로 입학했다. 이후 MBC 《하이킥! 짧은 다리의 역습》, 영화 《코리아》, KBS2 단막극 《KBS 드라마 스페셜 : 내가 가장 예뻤을 때》등 다양한 장르의 작품들을 거치며 배우로서의 입지를 꾸준히 넓혔다.
2012년 12월, KBS의 시즌제 교육 드라마 《학교 2013》에서 깊은 사연을 가진 주인공 고남순 역을 맡아 세간의 큰 주목을 받았고 2012년 KBS 연기대상에서 이희준과 함께 공동으로 남자 신인 연기상을 수상하였다.
이듬해 2012년 6월, SBS 드라마 《너의 목소리가 들려》에서 타인의 마음을 읽을 수 있는 초능력을 가진 박수하 역을 맡아 한층 다채롭고 성숙한 감정 연기로 호평을 받으며 2013년 SBS 연기대상에서 미니시리즈 부문 남자 우수 연기상과 10대 스타상을 수상하였다. 또한, 출연한 영화 두 편이 차례로 개봉하면서 한 해 동안 여러 작품으로 브라운관과 스크린을 오가는 넓은 활동폭을 보여 주었다.
2014년에는 영화 《피끓는 청춘》을 시작으로 드라마 《닥터 이방인》과 《피노키오》까지 세 작품을 통해 대중들과 만났다. SBS 드라마 《닥터 이방인》에서는 천재 탈북 의사 박훈 역으로 출연하며 첫 타이틀 롤을 맡아 안정적인 연기력으로 다양한 감정을 보여주며 원톱 주연으로 드라마를 이끌 수 있다는 가능성을 입증했다. 같은 해 11월, SBS 드라마 《피노키오》에서 특별한 가족사를 지녔으며 명석한 두뇌를 활용해 진실을 좇는 기자인 최달포 (기하명) 역으로 출연하여 세밀한 감정 연기를 통해 수습 기자가 성장해 나가는 모습을 작품 안에서 다채롭게 선보이며 호평받아 제27회 그리메상 최우수 남자연기자상, 2014년 SBS 연기대상 특별상, 10대 스타상, 베스트 커플상을 수상하였다.
그 후 1년간 휴식하며 재충전의 시기를 보냈고, 2016년 2월 한중 합작 드라마 《비취연인(翡翠恋人)》의 촬영을 시작으로 작품 활동을 재개하였다. 2016년 3월에는 건국대학교를 졸업하고 동 대학원 영화연기 석사 과정에 진학하였고 두 달 후 YG 엔터테인먼트로 이적했다. 7월에는 MBC 드라마 《W》에서 전직 올림픽 사격 금메달리스트 출신의 청년 재벌 강철 역을 맡아 두 개의 세계를 오가는 복잡한 심리상태는 물론 만화 주인공이라는 특수한 설정에 현실성을 부여하는 연기력으로 호평받아 2016년 MBC 연기대상 대상, 미니시리즈부문 남자 최우수연기상, 베스트 커플상을 수상하였다.
2019년 3월 8일부터 사회복무요원으로 복무에 들어갔으며, 선복무 후입소를 적용했기 때문에 동년 10월에 육군훈련소에 입소하여 기초군사훈련을 받았다. 소집해제는 2021년 1월이다. 전술했듯이 중학생 때 겪은 교통사고로 사회복무요원 판정을 받았기 때문이다.